# Jacquemontia velloziana
Jacquemontia velloziana är en vindeväxtart som först beskrevs av Carl Friedrich Philipp von Martius, och fick sitt nu gällande namn av O'donell. Jacquemontia velloziana ingår i släktet Jacquemontia och familjen vindeväxter. Inga underarter finns listade i Catalogue of Life.